# Pleurota acratopa
Pleurota acratopa är en fjärilsart som beskrevs av Turner 1939. Pleurota acratopa ingår i släktet Pleurota och familjen praktmalar, (Oecophoridae). Inga underarter finns listade i Catalogue of Life.